# Guðrið Helmsdal
Guðrið Helmsdal Nielsen, geborene Poulsen (* 28. Februar 1941 in Tórshavn, Färöer) gilt als die erste weibliche moderne Lyrikerin in färöischer Sprache.
Guðrið [ˈguːɹɪ] ist die Tochter von Annie Helmsdal und Hans Poulsen. 1953 zogen die Eltern nach Dänemark, wo ihr Vater als Kapitän arbeitete. Bereits als 13-Jährige schrieb sie ihre ersten Gedichte auf Färöisch und Dänisch und hatte ihr öffentliches Debüt 1958 in der Zeitschrift Oyggjaskeggi, 1961 dann in der Literaturzeitschrift Varðin.
Nach dem Schulbesuch bereiste sie für ein Jahr England und Island, um dann zurück in Kopenhagen eine Ausbildung zur Krankenschwester und Arzthelferin zu machen. Außerdem studierte sie Skandinavistik und färöische Philologie an der Universität der Färöer.
1965 heiratete Guðrið Helmsdal den dänischen Lehrer und Holzkünstler Ole Jakob Nielsen, mit dem sie zwei Kinder hat: die Schriftstellerin Rakel Helmsdal und Gudmund. Seit 1967 wohnt die Familie auf den Färöern. Heute wohnt sie im Dorf Leynar.
1974 erhielt sie den Literaturpreis der Färöer für Belletristik für ihre beiden Gedichtbände von 1963 und 1971. Ihre Gedichte wurden in alle skandinavischen Sprachen und Englisch übersetzt.
2006 erschien mit Stjørnuakrar – Sternenfelder auch ein Gedichtband auf Deutsch mit dem färöischen und (zu Teilen) dänischen Originaltext daneben. Die 18 Gedichte wurden von der Autorin selbst ausgewählt, und die Übersetzung wurde von der deutschen Lehrerin Anette Nielsen besorgt, die seit 20 Jahren auf den Färöern lebt. Wegen seiner Dreisprachigkeit wird das Buch auch auf den Färöern vertrieben, zumal Guðrið Helmsdals alte färöische Ausgaben längst vergriffen sind und im Band auch bisher unveröffentlichte Gedichte erscheinen. Zur Vorstellung des Buchs in Deutschland hielt Guðrið Helmsdal Lesungen in der dänischen Botschaft in Berlin und beim Verlag in Halle.

## Werke
- Lýtt lot. Yrkingar, 1963.
- Morgun í mars. Yrkingar, 1971.
- Føroyskur dansur og vertskapur í Leynum. 1979.

### Ausgaben in anderen Sprachen
- Færøske digte 1900–1971. 1971. (Dänisch)
- Færøysk lyrikk. 1974. (Nynorsk)
- Bränning och bleke. 1976. (Schwedisch)
- Regnbogastígur. 1981. (Isländisch)
- Rocky Shores. An Anthology of Faroese Poetry. Zusammenstellung und Übersetzung von George Johnston. Wilfion Books, Paisley 1981. (Englisch)
- Modern Scandinavian Poetry - The Panorama of Poetry 1900–1975 in Eight Northern Countries. 1982. (Englisch)
- Stjørnuakrar – Sternenfelder. Übersetzung von Anette Nielsen, Titelbild von Zacharias Heinesen. Projekte Verlag 2006, ISBN 3-86634-076-1 (Deutsch und Färöisch, mit einem Abriss der färöischen Literaturgeschichte herausgegeben von Paul Alfred Kleinert).
- Frá Áarstovubrøðrunum til Tórodd - føroysk yrking í hundrað ár / Von Djurhuus bis Poulsen – färöische Dichtung aus 100 Jahren. Mit einem Nachwort trilingual herausgegeben von Paul Alfred Kleinert. Wissenschaftliche Beratung: Turið Sigurðardóttir, Linearübersetzungen: Inga Meincke. In Nachdichtungen von Annemarie Bostroem, Günther Deicke und Paul Alfred Kleinert. Leipzig (pernobilis edition im Engelsdorfer Verlag) 2007, ISBN 978-3-86703-546-0